# Токчинське сільське поселення
Токчи́нське сільське поселення (рос. Токчинское сельское поселение) — сільське поселення у складі Дульдургинського району Забайкальського краю Росії.
Адміністративний центр — село Токчин.

## Історія
2014 року були утворені села Західний Токчин та Східний Токчин шляхом виділення частин із села Токчин.

## Населення
Населення сільського поселення становить 1127 осіб (2019; 1210 у 2010, 1151 у 2002).

## Склад
До складу сільського поселення входять:
| Населений пункт       | Населення, осіб (2002) | Населення, осіб (2010) |
| --------------------- | ---------------------- | ---------------------- |
| Західний Токчин, село | -                      | -                      |
| Східний Токчин, село  | -                      | -                      |
| Токчин, село          | 1151                   | 1210                   |